# Коин (војсковођа)
Коин (грч. Koινoς, око 370—326. п. н. е.) је био један од најспособнијих и највернијих генерала Александра Македонскога. У многим биткама командовао је најдеснијим крајем фаланге. Посебно се истакао у бици код Хидаспа, када је искористио грешку индијскога краља Пора и опколио му војску на десном крилу. Када је македонска војска одбила да иде у даљња освајања Коин је наговорио Александра Великога да се врате на запад.

## Детињство, младост и први походи
Рођен је око 370. п. н. е. као син македонског племића Полемократа. Вероватно је рођен у Елимеји. Отац му је добио имања на Халкидикију. Коин се 335/334. оженио Парменионовом ћерком. Када је Александар Македонски дошао на власт онда је због Парменионове улоге у његовом доласку на власт неколико Парменионових рођака постављено на високе функције, а један од њих је био Коин. Током 335. п. н. е. Александар Македонски је ратовао са Илирима. Опседао је Пелијум, у који су се Илири пувукли. Александар је уочио да Илири слабо чувају Пелијум, па се претварао да одлази, а онда је са Коином и Пердиком и њиховим батаљонима извео успешан ноћни напад на Пелијум. Тада су присилили илирске краљеве Клитију и Глаукију да се повуку.

## У походима
Учествовао је 334. п. н. е. у бици код Граника на десној страни фаланге између Пердикине и Аминтине бригаде (тј. јединице од 1.500 војника фаланге). Током 334. п. н. е. Александар је пре зимовања у Карији послао у Македонију војнике, који су се недавно оженили да проведу зиму са својим женама. Војнике су водили Коин, Мелеагер и Птолемеј, Селеуков син. Током пролећа 333. п. н. е. Коин се вратио са Македонцима и придружио се Александру код Гордија са 3.000 пешака и 650 коњаника. У многим биткама командовао је најдеснијим крајем пешадије, што је била веома почасна позиција. Пошто је био командант најбоље пешадије у фаланги значи да је био тактички поуздан и вероватно изузетно интелигентан у ратовању и храбар у биткама. Јула 332. п. н. е. уследио је коначни напад на добро утврђени Тир. Коин и Адмет заповедали су првим валом напада на Тир. Коин је био успешан, а Адмет је тада погинуо. Учествовао је у бици код Гаугамеле, када је био тешко рањен. Током битке за Персијска врата имао је истакнуту улогу.

## Оптужује Филоту иако је ожењен његовом сестром
Филота Парменионов није обавестио Александра Великога о завери која се спремала, а о чијем постојању је један завереник настојао да обавести Александра. Филота је због тога оптужен за заверу. Кратер се истицао у изрицању оптужби против Филоте Парменионова. Опште мишљење пороте било је да је Филота крив, па је осуђен на каменовање до смрти. Коин је био ожењен Филотином сестром, па се нашао у опасности. Он је због тога био један од оних, који су оптуживали Филоту, а на тај начин настојао је да заштити себе. Кратер, Хефестион и Коин су говорили да сматрају да је Филота део једне веће завере, па да треба доћи до информација мучењем. Филота је много тога рекао под мукама, али до праве истине тешко је доћи. Филота је каменован, а убијен је превентивно и његов отац Парменион, иако је сигурно био невин. Коин је имао истакнуту улогу у Филотиној афери, зато што је оптуживао Филоту, а био је ожењен његовом сестром.

## Согдијана
Током 329. п. н. е. македонска војска је прошла кроз Согдијану и дошла до реке Јаксарт (данашња Сир Дарја). Александар је своју војску поделио на пет мањих војски, да би се лакше супротставио герилској тактици номадског становништва. Једном војском заповедао је Коин и Артабаз. Артабаз је био сатрап Бактрије и отац Александрове љубавнице Барсине. Задатак им је био да униште Спитаменову војску. Касније је Коин сам заповедао и успео је да победи Спитамена у крвавој бици, у којој је погинуло много Масагета. Согдијанци и Бактријци су тада напустили Спитамена и прешли су на страну Коина. Када су Скити чули да за њима иде македонска војска убили су Спитамена. Спитаменову главу послали су Александру, надајући се да ће тако одвратити прогонитеље.

## Индијски поход
Током 326. п. н. е. Александар Македонски напао је Гандару, западни део Пенџаба. Коинов батаљон имао је истакнуту улогу у походу у долини Сват и у опсади Аорнове стене. Коин је ефективно постао хипарх. На обали реке Хидасп македонска војска сукобила се са војском индијскога краља Пора. За време битке код Хидаспа 326. п. н. е. Коин је заповедао коњичком јединицом. Македонска коњица била је на десном крилу, а индијска борна кола била су на оба крила. Пор је због тога преместио своју коњицу са деснога на лево крило и тако је десно крило оставио незаштићено. Коин је то уочио, па је одмах кренуо на индијско десно крило, окружио је Индијце и напао их отпозади. Био је то одлучујући напад. У исто време македонска главна коњица пробила се кроз јединицу индијских борних кола и извела је други маневар опкољавања. Индијци су изгубили битку и много војске.

## Смрт
Александар је нставио да се креће на исток, све док није дошао до реке Хифразис (Беас). Македонци нису хтели да иду даље. Александар Македонски је био љут, али на састанку са главним официрима Коин је уверио Александра да је боље да се врате. Када је Александар дошао на реку Хифасиз желео је да иде још даље, али Коин је био први, који је имао храбрости да каже да је нужно да се врате, па је краљ следио његов савет. Међутим кратко време након што је македонска војска почела да се враћа Коин је 326. п. н. е. умро након болести и био је почаствован величанственим погребом. Било је чудно да Коин није дуго поживео након што се супротставио Александру. Појавиле су се сумње, али нема јаких разлога да се претпостави да није умро од болести.